# دانیل بورستین
دنیل جوزف بورستین (به انگلیسی: Daniel Joseph Boorstin) ‏(۱ اکتبر ۱۹۱۴ – ۲۸ فوریه ۲۰۰۴) تاریخ‌نگار، وکیل، نویسنده و استاد دانشگاه آمریکایی بود. وی در بین سال‌های ۱۹۷۵ تا ۱۹۸۷ میلادی دوازدهمین کتابدار کتابخانه ملی کنگره آمریکا بود.

## زندگینامه
بورستین در ۱ اکتبر ۱۹۱۴ در آتلانتای ایالت جورجیا به دنیا آمد و در اوکلاهاما پرورش یافت. وی در ۱۵ سالگی از دبیرستان مرکزی شهر تالسا فارغ‌التحصیل شد و در سال ۱۹۳۰ وارد دانشگاه هاروارد شد. پایان‌نامه دوره کارشناسی وی دربارهٔ کتاب سقوط و انحطاط رم اثر گیبون بود که جایزه بودوین را کسب کرد و در سال ۱۹۳۴ میلادی با درجه ممتاز از دانشگاه فارغ‌التحصیل شد.
وی به‌عنوان دانشجوی بورسیه رُدس سه سال در رشته حقوق کالج بالیول آکسفورد انگلیس به تحصیل پرداخت و در آنجا در دو رشته کارشناسی حقوق قضایی (۱۹۳۶) و کارشناسی حقوق مدنی (۱۹۳۷) به مقام اول دست یافت. در سال ۱۹۳۷ به‌عنوان دانشجوی بورسیه استرلینگ در دانشکده حقوق دانشگاه ییل به آمریکا بازگشت، در ۱۹۴۰ به دریافت درجه دکترای علوم قضایی نایل آمد، و در سال ۱۹۴۲ به کانون وکلای ماساچوست راه یافت. در این سال‌ها وی به تدریس تاریخ و ادبیات آمریکا در هاروارد اشتغال داشت و در سال ۱۹۴۱، نخستین کتاب خود را به نام علم اسرارآمیز حقوق منتشر کرد. شهرت او به‌عنوان محقق و نویسنده در طول ۲۵ سال به‌تدریج بیشتر شد. سرانجام استاد برجسته تاریخ آمریکا در دانشکده پریستون و استرلینگ مورتن شیکاگو، ایلینوی شد. وی در سال ۱۹۷۵ کتابدار کتابخانه ملی کنگره آمریکا شد. سرانجام بورستین در سال ۲۰۰۴ میلادی در شهر واشنگتن دی‌سی در نود سالگی در گذشت.

## کتابها
- (The Mysterious Science of the Law (۱۹۴۱
- (The Lost World of Thomas Jefferson (۱۹۴۸
- (The Genius of American Politics (۱۹۵۳
- (The Americans: The Colonial Experience  (۱۹۵۸
- (America and the Image of Europe:Reflections on American Thought  (۱۹۶۰
- (The Image: A Guide to Pseudo-events in America (۱۹۶۲
- (The Americans: The National Experience (۱۹۶۵
- (The Landmark History of the American People: From Plymouth to Appomattox (۱۹۶۸
- (The Decline of Radicalism: Reflections of America Today (۱۹۶۹
- (The Landmark History of the American People: From Appomattox to the Moon (۱۹۷۰
- (The Sociology of the Absurd: Or, the Application of Professor X (۱۹۷۰
- (The Americans: The Democratic Experience (۱۹۷۳
- (Democracy and Its Discontents: Reflections on Everyday America (۱۹۷۴
- (The Exploring Spirit: America and the World, Then and Now (۱۹۷۶
- (The Republic of Technology (۱۹۷۸
- (The History of the United States  with Brooks M. Kelley and Ruth Frankel (۱۹۸۱
- (The Discoverers (۱۹۸۳
- (Hidden History  (۱۹۸۷
- (The Creators (۱۹۹۲
- (Cleopatra's Nose: Essays on the Unexpected (۱۹۹۴
- (The Seekers (۱۹۹۸